# Municipio de Logan (condado de Fountain)
El municipio de Logan (en inglés: Logan Township) es un municipio ubicado en el condado de Fountain en el estado estadounidense de Indiana. En el año 2010 tenía una población de 3672 habitantes y una densidad poblacional de 62,69 personas por km².

## Geografía
El municipio de Logan se encuentra ubicado en las coordenadas 40°17′18″N 87°12′38″O / 40.28833, -87.21056. Según la Oficina del Censo de los Estados Unidos, el municipio tiene una superficie total de 58.58 km², de la cual 57,58 km² corresponden a tierra firme y (1,69 %) 0,99 km² es agua.

## Demografía
Según el censo de 2010, había 3672 personas residiendo en el municipio de Logan. La densidad de población era de 62,69 hab./km². De los 3672 habitantes, el municipio de Logan estaba compuesto por el 97,88 % blancos, el 0,11 % eran afroamericanos, el 0,25 % eran amerindios, el 0,27 % eran asiáticos, el 0,54 % eran de otras razas y el 0,95 % eran de una mezcla de razas. Del total de la población el 2,12 % eran hispanos o latinos de cualquier raza.